# 李至远
李至远（?—?），出自赵郡李氏，唐朝官员，赵州高邑县（今河北省高邑县）人。

## 生平
李至远本名李鹏。他的祖父李素立正要奉命出使，对家人说：“古代有因事给孩子命名的，我以这次出使为子孙命名。”于是改名至远。年轻时优秀聪明，能研究《尚书》、《左氏春秋》，未见杜预《释例》而写作《编记》，内容大体略同。再写《周书》，从后稷至周赧王，为纪传体，令狐德棻称之为良史。历任蒲州参军、乾封县尉。唐高宗上元年间，制策高第，担任明堂县主簿。以服丧去官，除服，担任鸿胪主簿。上奏戎狄人口登记文簿，高宗很高兴，擢升为监察御史里行。得罪权贵，外任，很久后担任司勋司、吏部司员外郎中。转任天官侍郎，知选事，痛恨令史受贿，多所罢黜，小吏于是肃然缩手。王忠在考核调选时被除掉，小吏故意把他的姓写成士，想要拟授官职后添笔改成王，李至远说：“调选的三万人，没有士姓，这一定是王忠。”小吏叩头服罪。李至远主管选官，内史李昭德重其才，推荐给武则天，有人劝他去答谢，他说：“李公以公事用我，奈何用私情去谢？”于是不去。所以李昭德讨厌他，因事出为壁州刺史。不久去世，年四十八岁。
李至远的父亲李休烈，有文才，官至郪县令，年四十九岁。叹其父子才能没有充分发挥。李至远见桓彦范，极力说桓彦范的贤能。卢从愿当时还小，他给与高度评价。他赞许弟弟李从远会显贵，预言他的官位。苏颋是他的外甥，少年丧母，李至远对他非常爱护，把女儿嫁给他。友爱兄弟，事奉寡姊有礼，世人称赞其德。

## 子孙
- 子：李畬
  - 孙：李承
    - 曾孙：李藩
      - 玄孙：赞皇县君李娥
      - 玄孙：李孙二

    - 曾孙：李淐

  - 孙：李晔
- 子：李鼒
- 子：李载